# Сефідмазґі
Сефідмазґі (перс. سفيدمزگي) — село в Ірані, у дегестані Ахмадсарґураб, у бахші Ахмадсарґураб, шагрестані Шафт остану Ґілян. За даними перепису 2006 року, його населення становило 949 осіб, що проживали у складі 229 сімей.

## Клімат
Середня річна температура становить 14,35°C, середня максимальна – 28,36°C, а середня мінімальна – 0,36°C. Середня річна кількість опадів – 760 мм.
| Клімат поселення                              | Клімат поселення | Клімат поселення | Клімат поселення | Клімат поселення | Клімат поселення | Клімат поселення | Клімат поселення | Клімат поселення | Клімат поселення | Клімат поселення | Клімат поселення | Клімат поселення | Клімат поселення |
| Показник                                      | Січ.             | Лют.             | Бер.             | Квіт.            | Трав.            | Черв.            | Лип.             | Серп.            | Вер.             | Жовт.            | Лист.            | Груд.            |                  |
| Середній максимум, °C                         | 11,78            | 11,80            | 12,87            | 17,80            | 21,06            | 26,76            | 28,36            | 28,20            | 23,49            | 20,90            | 17,10            | 12,56            |                  |
| Середня температура, °C                       | 6,08             | 6,09             | 7,16             | 12,08            | 15,35            | 21,06            | 24,00            | 23,84            | 19,14            | 16,53            | 12,73            | 8,19             |                  |
| Середній мінімум, °C                          | 0,36             | 0,36             | 1,45             | 6,37             | 9,63             | 15,34            | 19,61            | 19,46            | 14,76            | 12,16            | 8,36             | 3,82             |                  |
| Норма опадів, мм                              | 77               | 64               | 71               | 58               | 39               | 23               | 15               | 32               | 68               | 102              | 91               | 120              |                  |
| Середньомісячна швидкість вітру, м/с          | 2.20             | 2.30             | 2.40             | 2.33             | 2.23             | 2.42             | 2.52             | 2.32             | 2.03             | 2.01             | 1.90             | 1.92             |                  |
| Середньомісячна сонячна радіація, кДж/м²·день | 6991             | 9186             | 11311            | 15869            | 19887            | 22446            | 23117            | 19799            | 16237            | 11267            | 8729             | 6738             |                  |
| --------------------------------------------- | ---------------- | ---------------- | ---------------- | ---------------- | ---------------- | ---------------- | ---------------- | ---------------- | ---------------- | ---------------- | ---------------- | ---------------- | ---------------- |
| Джерело:                                      |                  |                  |                  |                  |                  |                  |                  |                  |                  |                  |                  |                  |                  |